# بلبی

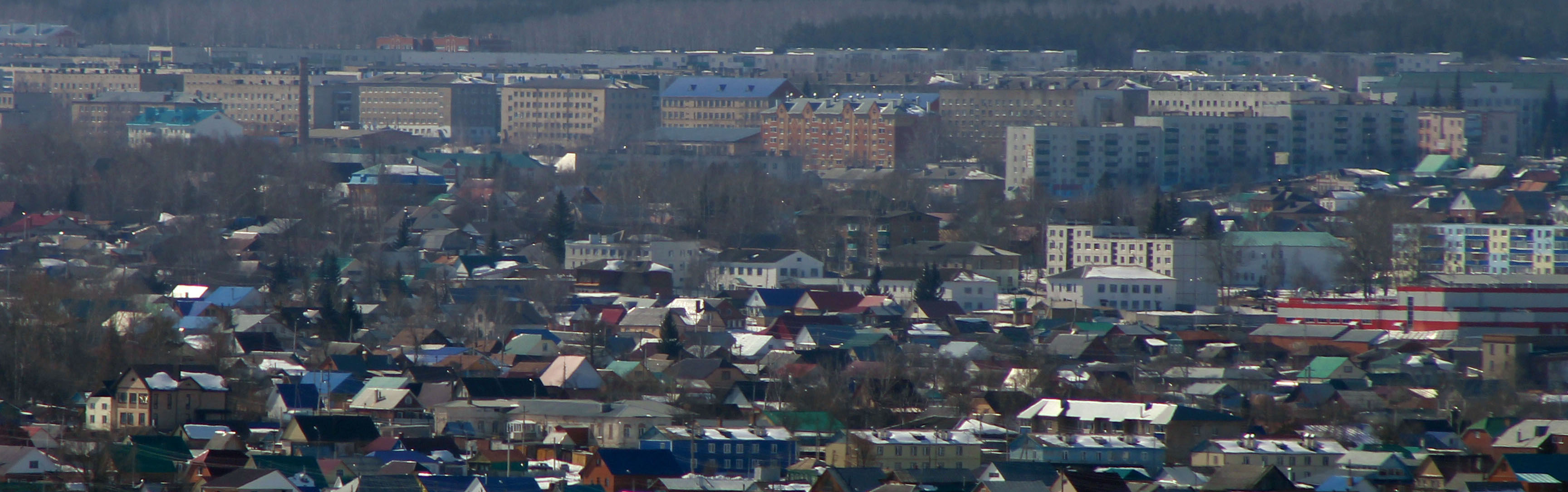
نمایی از شهر بلبی

شهر بلبی (به روسی: Белебей) در کشور روسیه و در جمهوری باشقیرستان واقع شده‌است.